# Stow (Maine)
Stow – miasto w Stanach Zjednoczonych, w stanie Maine, w hrabstwie Oxford.